# علي بن عبد الرحمن الحماد
علي بن عبد الرحمن الحماد، نائب رئيس ديوان المظالم في المملكة العربية السعودية سابقًا وعضو مجلس القضاء الإداري من 19 صفر 1430 هـ.

## المؤهلات العلمية
- حصل معاليه على شهادة البكالوريوس في الشريعة من كلية الشريعة بالرياض من جامعة الإمام محمد بن سعود الإسلامية للعام 1401 هـ/1402 هـ .
- كما حصل معاليه على دبلوم دراسات الأنظمة من معهد الإدارة العامة لعام 1404 هـ.

## المسيرة العملية
- عين معاليه بمعهد الإدارة العامة على وظيفة (متدرب) بالمرتبة السادسة اعتباراً من 29 ذو الحجة 1402 هـ حتى 7 شوال 1404 هـ .
- بعد ذلك عين معاليه بديوان المظالم على وظيفة (باحث قانوني) بالمرتبة الثامنة اعتباراً من 1 ذو الحجة 1404 هـ بالرياض.
- ثم عين معاليه في السلك القضائي بديوان المظالم على درجة (قاضي ج) اعتباراً من 10 شعبان 1406 هـ بالرياض.
- تدرج معاليه بالسلك القضائي إلى أن وصل إلى درجة قاضي استئناف عام 1427 هـ.
- وفي تاريخ 19 صفر 1430 هـ عين معاليه نائبًا لرئيس ديوان المظالم بمرتبة (رئيس محكمة استئناف) وعضوًا في مجلس القضاء الإداري.

## المؤتمرات والندوات والنشاطات العلمية
شارك معاليه بعدد من الدورات والنشاطات والمؤتمرات العلمية ذات الصلة بالجانب القضائي.
| سبقه محمد بن عبد الكريم العيسى | نائب رئيس ديوان المظالم 1430 هـ - 1440 هـ | تبعه إبراهيم بن عبدالله المطرودي |